# Torre CFN
El Edificio Fiscalía General del Estado, también conocido como Torre CFN o antigua Torre CFN, es un edificio de la ciudad de Quito D.M. , en Ecuador. Es uno de los edificios más altos de la capital, superado solamente por la Basílica del Voto Nacional, cuyas torres de 115 metros de alto, Unique, con una altura de 103 metros de alto, One, con 98 metros de alto, Imagine y Yoo Quito, con 100 y 93 metros de alto respectivamente. Durante diez años fue además el edificio moderno más alto del país.
Está ubicado en el extremo sur de la parroquia conocida como La Mariscal, en un solar flanqueado por la avenida Patria y las calles Reina Victoria, Juan León Mera y 18 de Septiembre. El edificio albergaba las oficinas de la Corporación Financiera Nacional y la Secretaría Nacional de Planificación y Desarrollo. Actualmente, es la sede de la Fiscalía General del Estado.

## Diseño y construcción
El edificio fue diseñado por los arquitectos Ovidio Wappenstein y Ramiro Jácome, quien concibió a la estructura en estilo modernista, como un símbolo de la bonanza financiera que el país vivía durante las décadas de 1970 y 1980, cuando se descubrió petróleo en la región oriental. La construcción se inició en el año 1980 y se culminó solo un año después, en 1981.
Los principales materiales de los que está hecha la estructura son acero reforzado, vidrio oscuro y concreto; siendo estos dos últimos los más visibles en la fachada y los que le confieren el aspecto sobrio que le caracteriza.
El último piso está ocupado por una sala para la atención de la alimentación de los ocupantes que ofrece una vista panorámica del centro y el sur de Quito.
A inicios de 1982 la Corporación Financiera Nacional inició la ocupación de las 23 pisos del edificio, cuya apertura oficial se realizó unos pocos días después, ese mismo año, acudiendo al acto los más altos funcionarios del gobierno de Osvaldo Hurtado.

## Entidades que alberga
- Fiscalía General del Estado[2]

Entidades que albergó
- Oficinas de la UNESCO en Ecuador
- Embajada de Japón en Ecuador
- Corporación Financiera Nacional (CFN)
- Secretaría Nacional de Planificación y Desarrollo (SENPLADES)